# Pulmonaria longifolia
Pulmonaria longifolia es una planta de la familia de las boragináceas.

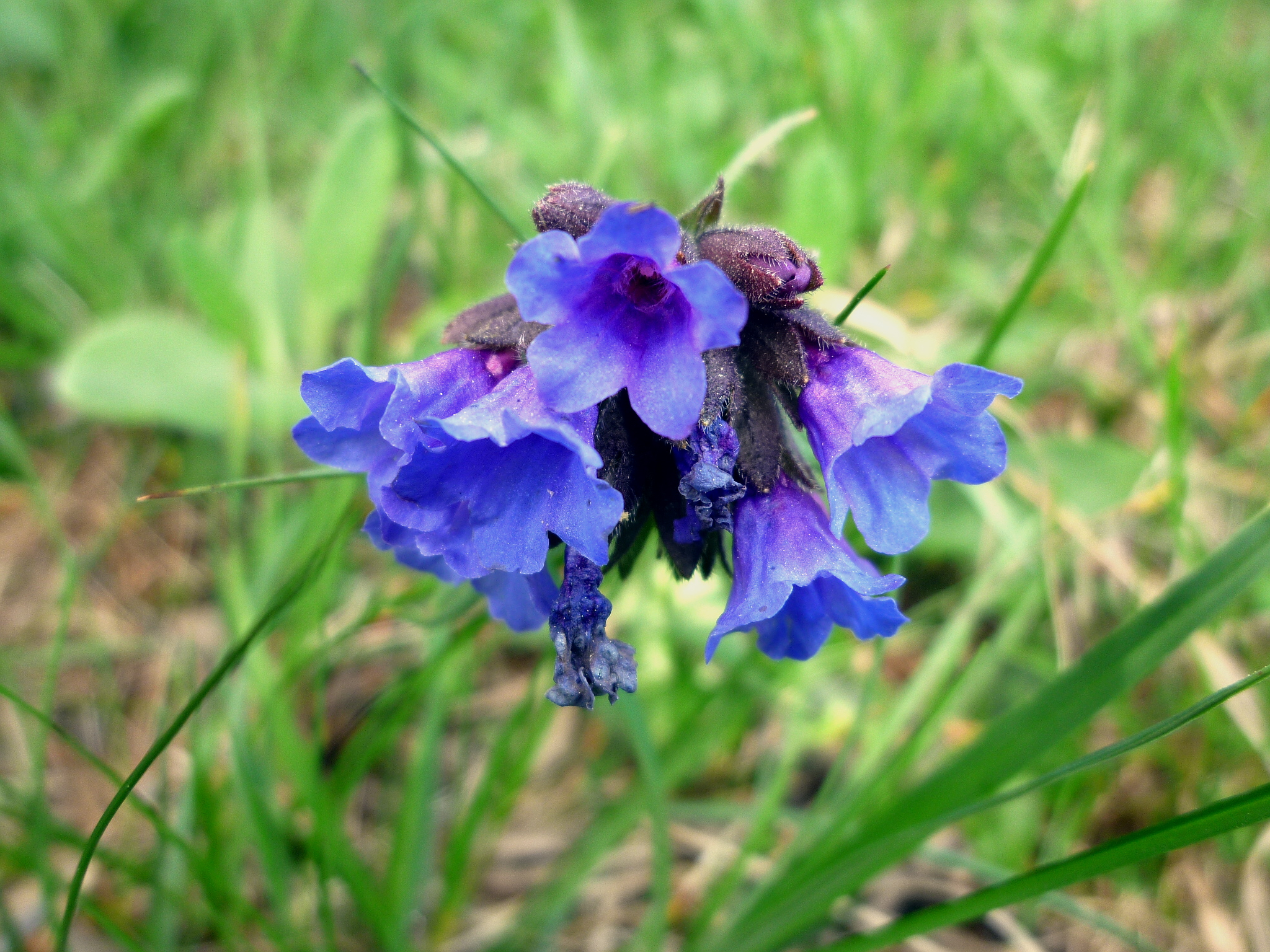
Detalle de la flor

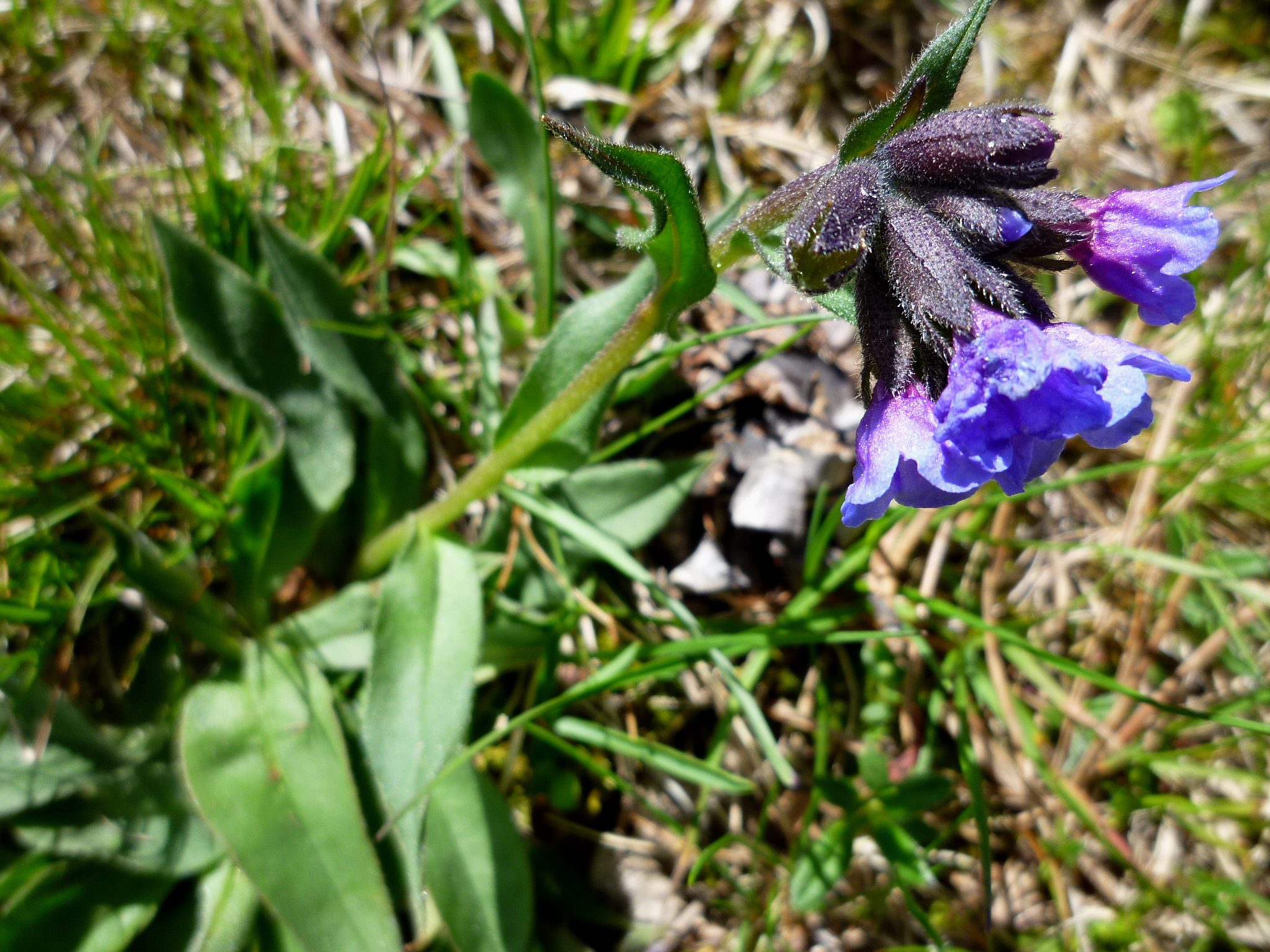
Vista de la planta

## Descripción
Planta perenne, hirsuta, cespitosa. Hojas grandes lanceoladas, estrechadas gradualmente de un corrto pecíolo, manchadas de blanco, a veces de verde. Flores de 8-12 mm, rojas, luego violetas o azuladas, en forma de embudo, dispuestas en inflorescencias más densas que Pulmonaria affinis, que además tiene las hojas basales más anchas y muy bruscamente estrechadas en pecíolo. Dientes calicinos la mitad de largo que el tubo del cáliz.

## Distribución y hábitat
Gran Bretaña, Francia, España y Portugal. En el estrato harbáceo de bosques caducifolios fundamentalmente atlánticos (pisos montano y subalpino, sobre suelos que siempre mantienen la humedad edáfica, entre el nivel del mar y 2.000 m. 

## Ecología
En el New Forest en Inglaterra, P. longifolia comparte su hábitat con el narciso salvaje (Narcissus pseudonarcissus, Hyacinthoides non-scripta, Oxalis acetosella , Melittis melissophyllum , anémona (Anemone nemorosa) y aguileña (Aquilegia vulgaris).  

## Importancia económica y cultural
Usos
Expectorante, demulcente, remineralizante (silicoterapia) y antigonadotrofra. En etnofarmacología se utiliza como antidiarreica, antihemorroidal y como diurética. En uso tópico como cicatrizante y antiinflamatoria. Parte utilizada:las hojas. Dosis:Infuso al 2%, 2-3 tazas/día, en tratamientos discontinuos. Por contener alcaloides y pirrolizídinicos, eventualmente hepatotóxicos y cancerígenos, la planta hay que utilizarla con precaución y en tratamientos discontinuos.
Principios activos
Mucílagos; poligalacturonanos, arabinogalactanos, ramnogalacturonanos. Flavonoides: rutósido, isoquercitrósido, quercitrinósido, astragalósido, y sus aglucones (quercetol y kaempferol).  Alantoína. Rosaponina. Ácidos fenólicos (ácido ascórbico, ácido silícico, sales de potasio y calcio. Taninos. Alcaloides pirrolizidínicos.

## Taxonomía
Pulmonaria longifolia fue descrita por (Bastard) Boreau y publicado en Fl. Centre France, ed. 3 [Boreau] 2: 460. 1857
Citología
Número de cromosomas de Pulmonaria longifolia (Fam. Boraginaceae) y táxones infraespecíficos: 2n=14
Etimología
Pulmonaria; nombre genérico que deriva del latín pulmo.  En los tiempos de la magia simpática, las hojas ovales manchadas de  P. officinalis representaban a enfermedades simbólicas, pulmones ulcerados y, por ende, se la utiliza en tratar infecciones pulmonares. En muchos idiomas su nombre común está asociado al pulmón, como en inglés "lungwort", en alemán  "lungenkraut", o en gallego "herba dos bofos" (pulmones de los animales). En otras lenguas de la Europa del Este, el nombre común deriva de una palabra para miel, e.g. en ruso "medunitza" y en polaco "miodunka".
longifolia: epíteto latino que significa "con grandes hojas"
Sinonimia
- Pulmonaria angustifolia auct. pro parte, non L.
- Pulmonaria angustifolia L. subsp. longifolia (Bastard) P.Fourn.
- Pulmonaria vulgaris auct. pro parte
- Pulmonaria vulgaris Mérat pro parte[6]

## Nombres comunes
- Castellano: herba dos bofes, hoja del pulmón, pulmonaria (6), pulmonaria angosta, pulmonaria de hoja larga (2), yerba tiñosa, yerba zerruda.(el número entre paréntesis indica las especies que tienen el mismo nombre en España)[7]